# 第5回国会
第5回国会（だい5かいこっかい）とは、1949年（昭和24年）2月11日から同年5月31日まで70日間（当初の予定は40日間）の日程で開かれた日本の国会（特別会）である。日本国憲法の下で行われた衆議院解散の後の衆議院議員総選挙に伴う特別会は本国会が初である。

## 今国会の動き
年は特記の無い限り1949年。

### 召集前
- 1948年12月23日 - 衆議院解散により第4回国会が閉会[1]。
- 1月23日 - 第24回衆議院議員総選挙投開票[2]。
- 1月28日 - 国会召集の詔勅発出[3]。

### 会期中
- 2月11日 - 召集[1][4]。
- 2月16日 - 第3次吉田内閣成立[5]。
- 3月29日 - 昭和24年度予算案が年度内に審議入りしないため、4月前半についての暫定予算案提出[6]。
- 4月1日 - 4月前半についての暫定予算案成立[6]。
- 4月4日 - 大蔵大臣の池田勇人が財政演説[6]。
- 4月20日 - 昭和24年度予算案が成立[7]。
- 5月31日 - 閉会[1]。